# L'analyse des échecs
L'analyze des Éches é um livro de xadrez escrito por Philidor em 1749 que discute em detalhes a estratégia como um todo e a importância da estrutura de peões no jogo como um fator posicional.
Seu livro inclui catorze partidas fictícias e várias anotações de meio jogo discutindo características como peões isolados, dobrados, atrasados, passados e ilha de peões. Philidor foi o melhor enxadrista de seu tempo e seu livro uma obra de referência do xadrez moderno por mais de um século, sendo traduzido para vários idiomas e suas idéias a base da primeira escola de pensamento do xadrez, a Escola de Philidor.